# Athyrium subrigescens
Athyrium subrigescens là một loài thực vật có mạch trong họ Woodsiaceae. Loài này được (Hayata) Hayata ex H. Itô miêu tả khoa học đầu tiên năm 1938.